# Herrerasaurus
Herrerasaurus  je jedan od najstarijih poznatih dinosaura. Svi poznati primjerci ove zvijeri otkriveni su u stijenama starim 228 milijuna godina na području prirodnog rezervata Ischigualasto u sjeverozapadnoj Argentini. Prvi opis ove vrste napravio je Osvaldo Alfredo Reig u 1963. Herrerasaurus je jedina poznata vrsta istoimenog roda. Zvijer je bila duga 3 do 5 metara i težila je oko 100 kilograma. 